# توتسی رول
توتسی رول (انگلیسی: Tootsie Roll) شرکت صنایع غذایی آمریکایی است، که در سال ۱۸۹۶ تأسیس شد.